# دوري كرة القدم الغربي 1975–76
دوري كرة القدم الغربي 1975–76 (بالإنجليزية: 1975–76 Western Football League)‏ هو موسم من دوري كرة القدم الغربي ‏. فاز فيه Falmouth Town A.F.C. ‏.